# تپه آقابابا ۱
تپه آقابابا ۱ مربوط به دوران‌های تاریخی پس از اسلام است و در شهرستان قزوین، روستای آقابابا واقع شده و این اثر در تاریخ ۱۶ آبان ۱۳۷۹ با شمارهٔ ثبت ۲۸۵۴ به‌عنوان یکی از آثار ملی ایران به ثبت رسیده است.